# Xã Lagrange, Quận Bond, Illinois
Xã Lagrange (tiếng Anh: Lagrange Township) là một xã thuộc quận Bond, tiểu bang Illinois, Hoa Kỳ. Năm 2010, dân số của xã này là 1.169 người.